# Yesit Martínez
Yesit Martínez Salazar (Sucre, 31 de enero de 2002) es un futbolista boliviano. Juega como centrocampista en Independiente Petrolero de la Primera División de Bolivia.

## Trayectoria
Martínez debutó profesionalmente en Independiente Petrolero el 25 de mayo de 2021, en la victoria 2-0 ante Atlético Palmaflor por la séptima fecha de la temporada 2021 de la Primera División. Marcó su primer gol el 19 de septiembre, contra el Bolívar en la victoria 2-1.
El 12 de diciembre, se consagra campeón con Independiente Petrolero, título que el club obtuvo por primera vez en su historia.
En 2024 fue contratado por Aurora.

## Selección nacional
Debutó con la Selección de Bolivia 21 de enero de 2022 en un partido amistoso contra Trinidad y Tobago, siendo convocado en el fin del ciclo de César Farías como entrenador. El partido terminó con victoria boliviana por 5-0, Martínez entró a los 79 minutos del partido. Posteriormente jugó las eliminatorias ante Brasil, el 30 de marzo, con derrota 0-4.

## Clubes
| Club                    | País    | Año               |
| ----------------------- | ------- | ----------------- |
| Fancesa                 | Bolivia | 2020              |
| Independiente Petrolero | Bolivia | 2021 - 2023       |
| Aurora                  | Bolivia | 2024 - 2025       |
| Independiente Petrolero | Bolivia | 2025 - Actualidad |

## Palmarés

### Títulos nacionales
| Título           | Club                    | Año  |
| ---------------- | ----------------------- | ---- |
| Primera División | Independiente Petrolero | 2021 |